# Convenció de Bloemfontein
La Convenció de Bloemfontein (també Convenció del Riu Orange) fou un tractat pel qual el Regne Unit de la Gran Bretanya i Irlanda va reconèixer formalment la sobirania dels bòers i europeus de la Sobirania del Riu Orange entre el riu Orange i el riu Vaal. La convenció va originar la formació de la república de l'Estat Lliure d'Orange. Fou signada el 23 de febrer de 1854 al Green Lodge de Bloemfontein, capital de la Sobirania i des de llavors de l'Estat Lliure. El mateix dia va entrar en funcions el govern provisional dirigit per Josias Philippus Hoffman (1807-1879). El tractat no va definir els límits del nou estat amb els basotho.